# Бейб
„Бейб“ (на английски: Babe) е австралийско-американски филм от 1995 г. на режисьора Крис Нунън. Сценарият, написан от Нунън и Джордж Милър, е базиран на романа „The Sheep-Pig“ на Дик Кинг-Смит от 1983 г. Продължението „Бейб в града“ е режисирано от Джордж Милър и излиза през 1998 г.

## Актьорски състав
| Актьор             | Роля        |
| ------------------ | ----------- |
| Джеймс Кромуел     | Артър Хогит |
| Магда Шубански     | Есме Хогит  |
| Британи Бърнс      | внучка      |
| Уейд Хейуърд       | внук        |
| Озвучаващи артисти |             |
| Роско Ли Браун     | (разказвач) |
| Кристин Кавана     | Бейб        |
| Мириам Марголис    | Флай        |
| Хюго Уивинг        | Рекс        |
| Дани Ман           | Фердинанд   |
| Мириам Флин        | Маа         |
| Ръси Тейлър        | Херцогиня   |

## Награди и номинации
| Категория                            | Номиниран(и)                         | Резултат                |
| Оскар (25 март 1996 г.)              | Оскар (25 март 1996 г.)              | Оскар (25 март 1996 г.) |
| ------------------------------------ | ------------------------------------ | ----------------------- |
| Най-добри визуални ефекти            | Най-добри визуални ефекти            | награда                 |
| Най-добър филм                       | Най-добър филм                       | номинация               |
| Най-добри декори                     | Най-добри декори                     | номинация               |
| Най-добър филмов монтаж              | Най-добър филмов монтаж              | номинация               |
| Най-добър режисьор                   | Крис Нунън                           | номинация               |
| Най-добър адаптиран сценарий         | Джордж Милър и Крис Нунън            | номинация               |
| Най-добра поддържаща мъжка роля      | Джеймс Кромуел                       | номинация               |
| Награда на БАФТА (23 април 1996 г.)  |                                      |                         |
| Най-добър филм                       | Най-добър филм                       | номинация               |
| Най-добър филмов монтаж              | Най-добър филмов монтаж              | номинация               |
| Най-добри визуални ефекти            | Най-добри визуални ефекти            | номинация               |
| Най-добър адаптиран сценарий         | Джордж Милър и Крис Нунън            | номинация               |
| Златен глобус (21 януари 1996 г.)    |                                      |                         |
| Най-добър филм – мюзикъл или комедия | Най-добър филм – мюзикъл или комедия | награда                 |
| Сатурн (25 юни 1996 г.)              |                                      |                         |
| Най-добър фентъзи филм               | Най-добър фентъзи филм               | награда                 |
| Най-добър сценарий                   | Джордж Милър и Крис Нунън            | номинация               |